# Liste der Monuments historiques in Jarnac-Champagne
Die Liste der Monuments historiques in Jarnac-Champagne führt die Monuments historiques in der französischen Gemeinde Jarnac-Champagne auf.

## Liste der Bauwerke
| Bezeichnung       | Beschreibung              | Standort      | Kennzeichnung | Schutzstatus   | Datum     | Bild           |
| ----------------- | ------------------------- | ------------- | ------------- | -------------- | --------- | -------------- |
| Kirche St-Sauveur | Erbaut im 12. Jahrhundert | Jarnac (Lage) | PA00104771    | Classé Inscrit | 1912 1927 | weitere Bilder |